# عملة واحد دولار نيوزيلندي
عملة نيوزيلندا الدولار الواحد (1$) هي عملة من فئة الدولار النيوزيلندي. طرحت العملة المعدنية المتداولة حاليًا في 11 فبراير 1991 لتحل محل ورقة الدولار الواحد الحالية. وكانت هناك في السابق إصدارات عرضية من "الدولارات الفضية" التذكارية ولكنها نادراً ما تُرى في التداول.
تساعد رسمة الكيوي على الوجه الخلفي في إعطاء الدولار النيوزيلندي الاسم العامي له "كيوي (دولار)" مع أن المصطلح كان قيد الاستخدام قبل تقديم العملة المعدنية بقيمة واحد دولار.
كلا من العملات المعدنية بقيمة واحد دولار وإثنان دولار هي ذهبية اللون وطلبات الحصول على الكوها -عادة تقديم الهدايا لدى شعب الماوري- أو التبرع أو رسوم الدخول تقول أحيانًا عملة ذهبية من فضلك.

## التاريخ
حلت العملة المعدنية الحالية محل ورقة الدولار النيوزيلندي المستخدمة وذلك منذ تحويل العملة النيوزيلندية إلى النظام العشري في العاشر من يوليو 1967. وكان سبب استبدال الورقة النقدية هو التضخم الذي جعل إنتاج الورقة النقدية أكثر تكلفة وكان لا بد من استبدال الأوراق النقدية بانتظام بسبب التآكل والتلف. سكت العملات المعدنية بقيمة واحد دولار وعملات إثنين دولار لأول مرة في عام 1990 ولكن طُرحت للتداول بعد ذلك بسنة في عام 1991. ولكن سحبت الأوراق النقدية بقيمة دولار واحد في وقت لاحق من ذلك العام.
كانت العملة المعدنية الجديدة بقيمة واحد دولار مصنوعة من البرونز والألومنيوم وكان سعرها 23.0 دولارًا. وقياسها  مم في القطر 2.74 سمكها 1.5 مم ووزنها 8.0 جرام. كما تتكون حافة العملة المعدنية من ثمانية أقسام بالتناوب بين أقسام مضلعة والأقسام الملساء. صمم ظهر العملة روبرت موريس كونلي ويصور رمزين لنيوزيلندا: الكيوي متجهًا إلى اليسار في الوسط محاطًا بأربعة فروع من سرخس الفضة (سياتيا ديلباتا). بحيث أن كل من الكيوي والسراخس الفضية يجلسان فوق النقش الذي يُقرأ فئة "دولار واحد". ويتكون الوجه الأمامي من لوحة رافائيل ماكلوف للملكة إليزابيث الثانية - ملكة نيوزيلندا مع نقش يُقرأ "إليزابيث الثانية نيوزيلندا [عام السك]".
في عام 1999 قاموا بتغيير وجه جميع العملات المعدنية الجديدة بقيمة الواحد دولار بإضافة لوحة الملكة إليزابيث الثانية التي رسمها إيان رانك-برودلي وأعيد ترتيب النقش ليقرأ "نيوزيلندا إليزابيث الثانية [عام السك]".
في عام 2006 استبدل بنك الاحتياط النيوزيلندي العملات المعدنية من فئة 10 سنت و20 سنت و50 سنت المتداولة بأخرى أصغر حجمًا وأخف وزنًا كما وأزال عملة 5 سنت من التداول. لكن ظل الدولار كما هو حيث كان جديدًا نسبيًا (أقدم عملات الدولار كانت ذات عمر 14 عامًا فقط) وطرحت للتداول بطريقة جيدة وكانت هناك تكلفة إضافية لتكييف الآلات التي كانت تقبل عملات الدولار فقط. وكان السبب الآخر لتغيير الحجم هو أن العملة المعدنية بقيمة 10 سنت وواحد دولار كانت متشابهة جدًا في الحجم حيث كان الفرق 0.62 فقط مم مختلفة في القطر.
بسبب التصميم المتشابه كان من الممكن في بعض الأحيان تمرير عملة بقيمة واحد دولار كعملة بقيمة واحد جنيه إسترليني في المملكة المتحدة وذلك في المتاجر وآلات البيع. ومع ذلك فمنذ إصدار العملة المعدنية الجديدة بقيمة واحد جنيه إسترليني في عام 2017 لم يعد هذا ممكنًا.

## أرقام سك العملة
| السنة    | العملات المعدنية المسكوكة |
| -------- | ------------------------- |
| 1990     | 40,000,000                |
| 1991     | 10,000,000                |
| عام 2000 | 5,000,000                 |
| 2002     | 8,000,000                 |
| 2003     | 4,000,000                 |
| 2004     | 2,700,000                 |
| 2005     | 2,000,000                 |
| 2008     | 11,000,000                |
| 2010     | 10,000,000                |
| 2013     | 10,080,000                |
| 2015     | 10,000,000                |
| 2019     | 12,960,000                |
| 2020     | 8,760,000                 |
| المجموع  | 134,500,000               |

القيمة الإجمالية: 134,500,000 دولار

## المستقبل
بعد وفاة الملكة إليزابيث الثانية في سبتمبر 2022 قال بنك الاحتياطي إنه سوف يستنفد مخزوناته الحالية من العملات المعدنية قبل طرح عملات معدنية جديدة تحمل صورة الملك تشارلز الثالث. وبناءً على مستويات المخزون الحالية فمن المرجح أن يستغرق الأمر عدة سنوات.

## روابط خارجية
- عملات من نيوزيلندا / نوع العملة: دولار واحد – نادي العملات على الإنترنت